# NeoOffice
NeoOffice é uma suíte de escritório de código aberto para o macOS. Esta implementação conta com: editor de texto, planilha (ou folha de cálculo, em Portugal), apresentação e programa gráfico. É desenvolvido por Planamesa Software, usa Java integrado com OpenOffice.
NeoOffice 2017 e versões posteriores são totalmente baseadas no código do LibreOffice 4.4.